# フィエル

フィエル（アルバニア語:Fier）は、アルバニアの南西部の都市であり、フィエル州の州都およびフィエル県の県都でもある。町から8キロメートルの距離には古代都市アポロニアの遺跡がある。

## 歴史
フィエルの近郊では石油や天然ガス、瀝青などが産出した。特に瀝青や天然ガス田の存在は、1世紀頃には既に知られており、古代の医者ペダニウス・ディオスコリデスが『マテリア・メディカ』（『薬物誌』、『ギリシア本草』）の中で触れている。また、ストラボンはこう記している。
「イリュリア地方のアポロニアの地には、ニンファエウム（nymphaeum）と呼ばれるものが産出される。これは、炎を発する石のことである。また、その石の下からは瀝青を含む熱水の温泉が出る。-（中略）- 瀝青はアポロニア近郊の丘陵で採掘される。掘られた部分は、別の場所でアスファルトに変えられた部分の土を持ってきて埋めるのである。」

## 概観
フィエルの町は、セマン川の支流であるジャニツァ川によって形成された湿地帯が周囲を囲んでいる。また、フィエルはアルバニアにおける重要な産業都市であり、近郊のパトスでは石油や瀝青、化学製品が生産される。また古代都市ビュリスやアポロニアを観光するのに便利な位置にある。住民はアルバニア南部の都市の特徴として、正教徒とイスラム教徒が混在している。町の中央広場からは、35キロメートル南にあるヴロラや、8キロメートル東にあるパトスへ主要道が伸びている。また、1995年12月20日には、アルバニア初のケーブルテレビであるAVN(Albania Video Network)がフィエルに設立された。

## フィエル出身の人物
- オディセ・ロシ - サッカー選手
- ケイディ・バレ - サッカー選手

## 姉妹都市

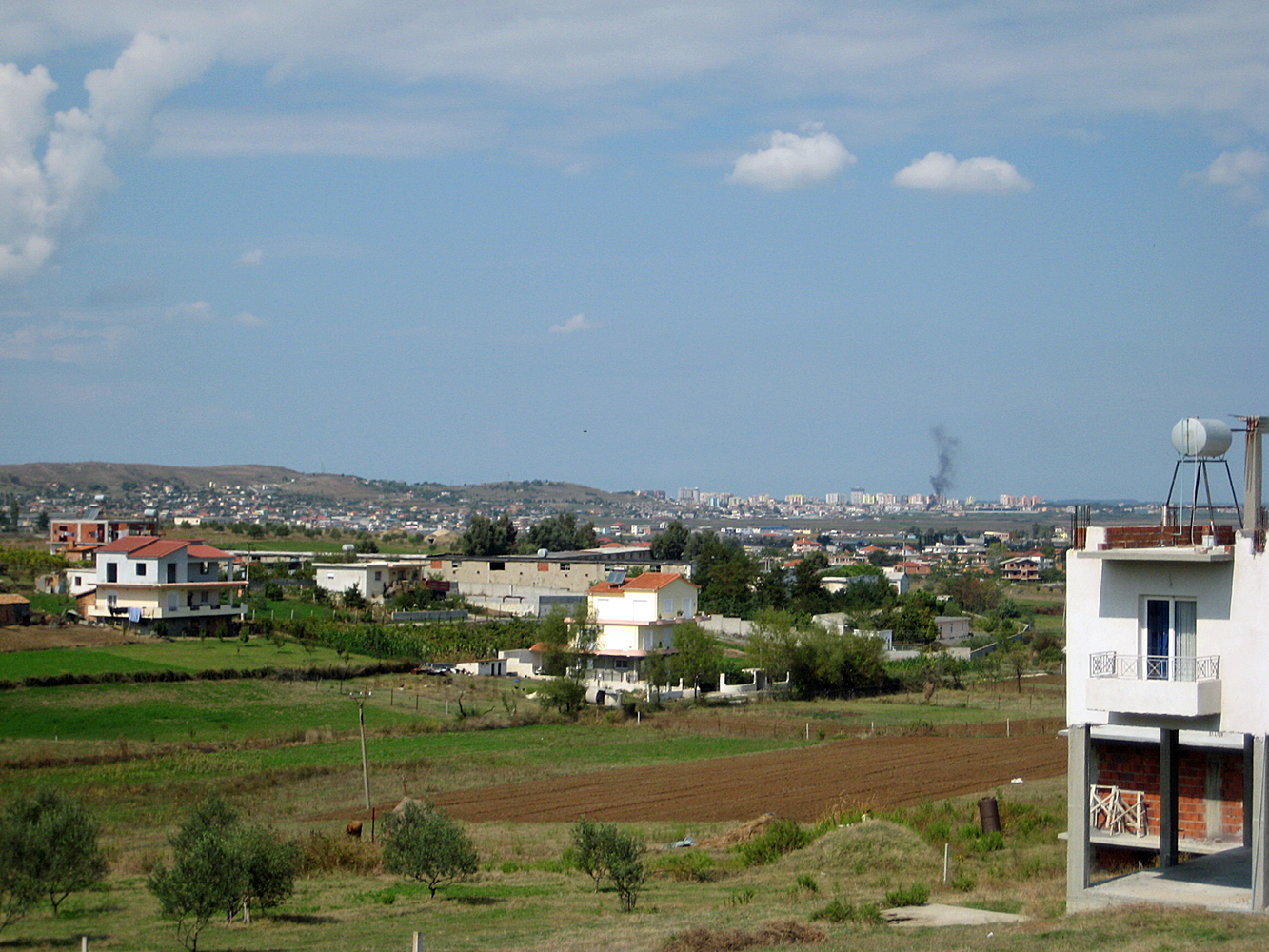
パトスの集落

- クリーブランド（アメリカ合衆国オハイオ州）

## 参考
- Census April 1, 2001 (via citypopulation.de)